# Marie-Anne de Roumier-Robert
Marie-Anne de Roumier-Robert (1705- París, 1771) fou una escriptora francesa del segle xviii. És autora de la que és considerada una de les primeres obres de ciència-ficció, Les Voyages de Milord Céton dans les Sept Planètes (Els viatges del Senyor Céton als Set Planetes), publicada l'any 1765. Es tracta d'un viatge fantàstic pel sistema solar, considerat un dels primers exponents de la ciència-ficció feminista. Marie-Anne Robert també va escriure sota el pseudònim de Madame de R. R.
D’una família vinculada a Fontenelle, Marie-Anne de Roumier havia rebut una bona educació. Quan la seva família es va arruinar a causa de la fallida del Sistema de Law, es va retirar a un convent abans de casar-se amb l'advocat Robert.

## Obra
Les obres de Marie-Anne Robert qüestionen l’ordre social i la situació de les dones. Els Ondins i els Voyages de Milord Céton mostren que el poder ideal es reparteix equitativament entre el rei i la reina, mentre altres obres seves reexaminen la situació de les dones, seguint l'estil d'altres escriptores com Marie-Madeleine de La Fayette, Madeleine de Scudéry o Françoise de Graffigny.

### Obres destacades
- La Paysanne philosophe ou Les aventures de madame la comtesse de *** , [S.l.s.n.], 1761-1762 (première partie, seconde partie, troisième partie, quatrième partie)
- La Voix de la nature; ou, les aventures de Madame la marquise de *** , Amsterdam, Aux depens de la compagnie, 1764 (première partie, seconde partie, troisième partie, quatrième partie, cinquième partie)
- Les Ondins: conte moral, Paris, Nicolas-Augustin Delalain, 1768
- Nicole de Beauvais, ou, L'amour vaincu par la reconnoissance, La Haye; Paris, Desaint, Veuve Duchesne, Panckoucke, Delalain, 1768
- Les Voyages de Milord Céton dans les sept Planettes, La Haye, et se trouve à Paris, 1756-1766